# Aval Wood Military Cemetery
Aval Wood Military Cemetery is een Britse militaire begraafplaats uit de Eerste Wereldoorlog, gelegen in de Franse gemeente Oud-Berkijn in het Noorderdepartement. De begraafplaats ligt twee kilometer ten zuidwesten van het dorpscentrum, aan de rand van het Niepebos en is vanaf de weg bereikbaar via een graspad van 180 m. Ze werd ontworpen door Herbert Baker en wordt onderhouden door de Commonwealth War Graves Commission. Het terrein heeft een langwerpige vorm en is omgeven door een draadafsluiting en heesters. De toegang is een boogvormig poortgebouw in rode baksteen en witte zandsteen. Centraal op het terrein staat het Cross of Sacrifice.
Er worden 414 doden herdacht waarvan 155 niet geïdentificeerd konden worden.

## Geschiedenis
De plaats lag het grootste deel van de oorlog in geallieerd gebied, maar half april 1918 werd wel gevochten in de omgeving tijdens de Slag bij Hazebroek, een van de Leieslagen, voor het Duitse lenteoffensief. De begraafplaats werd aangelegd in juni en augustus van dat jaar en werd na de oorlog uitgebreid met graven uit de slagvelden bij Meregem en Oud-Berkijn. Er werden ook graven overgebracht uit de ontruimde Caudescure British Cemetery, dat nabij het gehucht Caudescure lag. Voor twee Britten werden Special Memorials opgericht omdat men hun graven niet meer kon lokaliseren.
Er rusten nu 408 Britten, 3 Australiërs en 1 onbekende Duitser.
Er liggen ook 2 Britten uit de Tweede Wereldoorlog begraven. Zij sneuvelden tijdens de terugtrekking van de British Expeditionary Force naar Duinkerke in 1940.

## Onderscheiden militairen
- Frederick William Burdick, kapitein bij de Royal Air Force en Reginald Edward Guise, luitenant bij het Gloucestershire Regiment werden onderscheiden met het Military Cross (MC).
- de sergeanten W.J. Honeywood, Harry Sellers en W. White; de korporaals R. Broster en W. Woods en de soldaten J.P. Ince en William Dobson Pattison ontvingen de Military Medal (MM).